# Stazione di Pavia

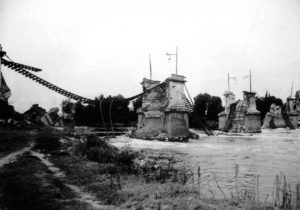
Il vecchio ponte della ferrovia sul Ticino, distrutto nel 1944

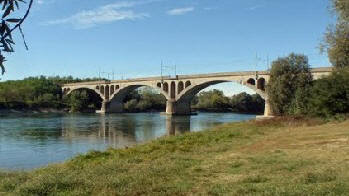
Il nuovo ponte ferroviario, costruito fra il 1946 e il 1948

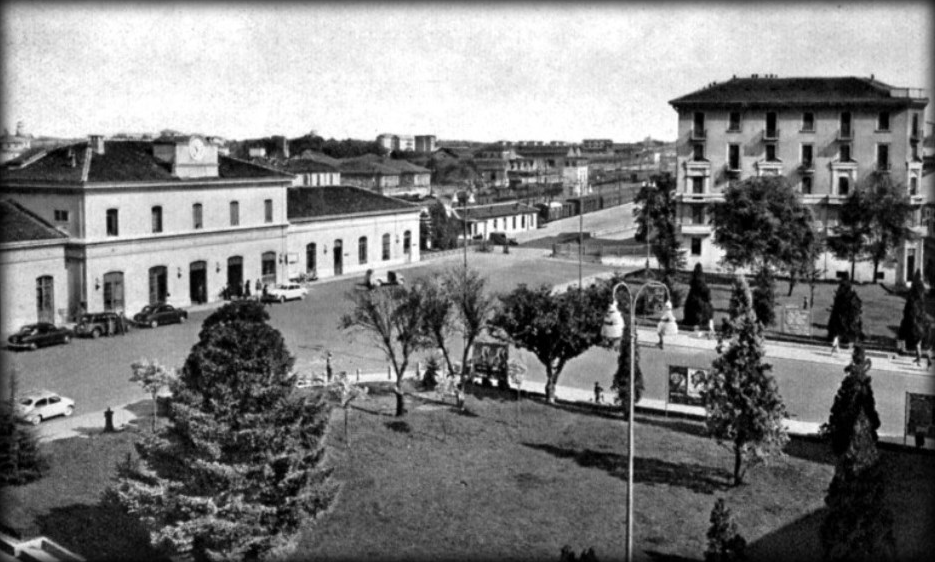
Il piazzale negli anni '50

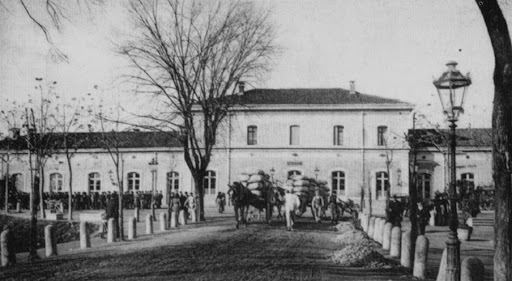
La stazione alla fine del'800

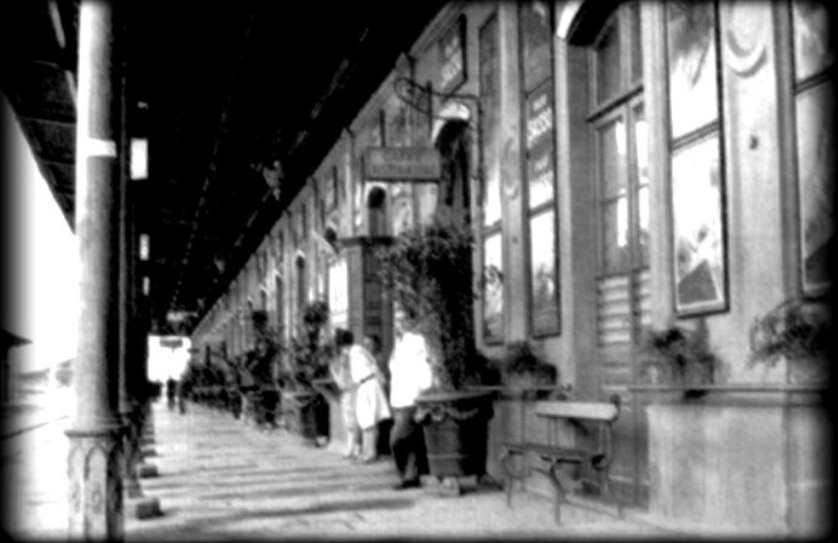
La ex Trattoria della stazione (chiusa negli anni '30)

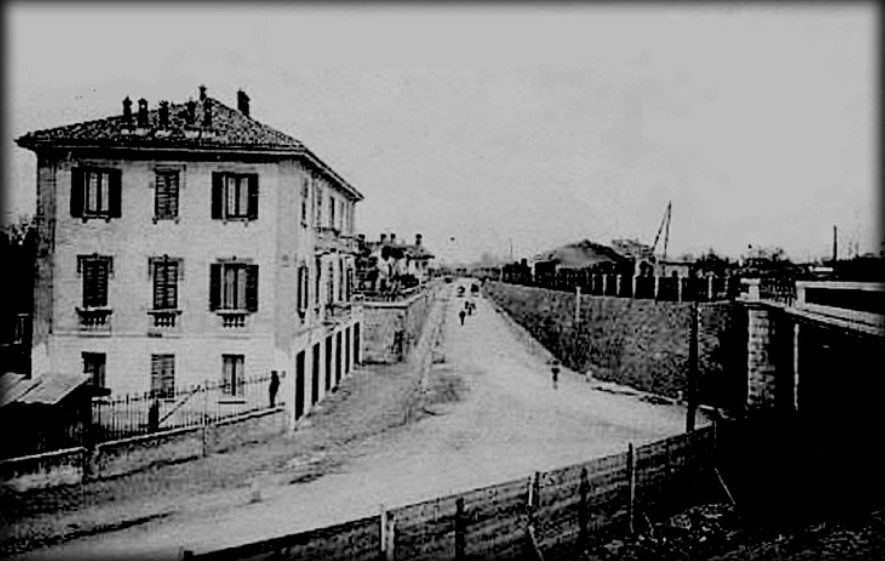
Il sottopassaggio ferroviario in Via Robecchi Brichetti

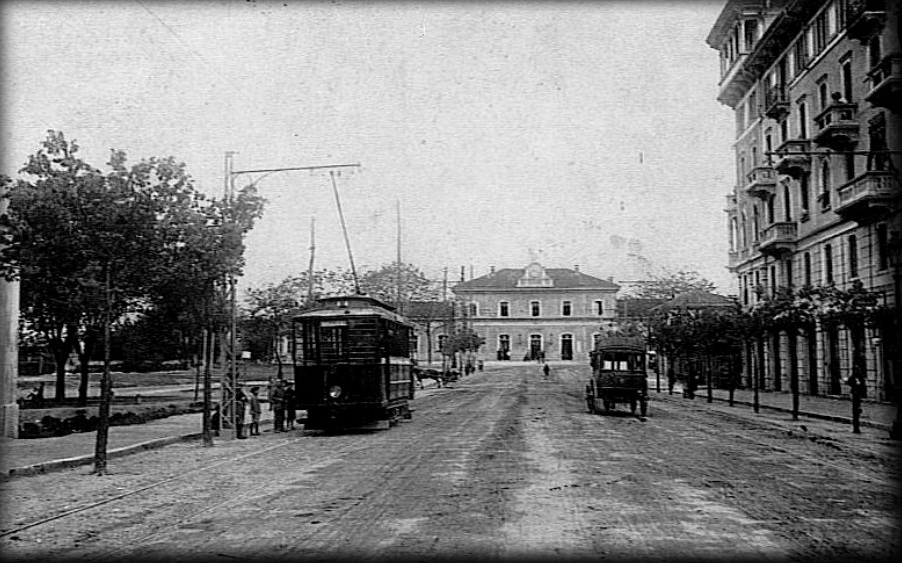
La stazione vista da Viale Nizza (1915)

La stazione di Pavia è la principale stazione ferroviaria a servizio del comune di Pavia (dotato di altre due stazioni, Pavia Porta Garibaldi e Motta San Damiano). Posta lungo la linea Milano-Genova, è capolinea delle linee per Alessandria (via Valenza), Stradella, Cremona e Vercelli.

## Storia
La stazione venne attivata il 1° maggio 1862, contemporaneamente all'apertura delle linee per Milano e per Torreberetti.
Inizialmente vi era una baracca provvisoria in legno per i passeggeri, affiancata da una rimessa locomotive, anch'essa in legno.
La costruzione del fabbricato definitivo, in muratura, fu ritardata da varie difficoltà, soprattutto per quanto riguarda la soggezione della zona a servitù militare, e infine approvata con una convenzione del 14 luglio 1865.
Il fabbricato definitivo venne progettato dell'ingegnere Gaetano Ratti, della Società Ferrovie Alta Italia, e risultò simile a quelli di altre stazioni lombarde, con un corpo centrale a due piani e due corpi laterali a un piano; dal lato dei binari fu costruita una tettoia Marquise in ferro, per riparare i passeggeri dalle intemperie. Il fabbricato così progettato venne inaugurato nel 1867.
Fino alla seconda guerra mondiale il ponte sul Ticino si trovava leggermente spostato più a nord; esso fu distrutto dai bombardamenti il 4 settembre 1944. Il nuovo ponte, caratterizzato da uno stile architettonico più moderno, venne ricostruito affiancato al precedente, del quale è rimasta traccia delle fondazioni delle pile, visibili nell'alveo del fiume quando è in periodo di magra, e di una pila, visibilmente segnata dall'esplosione di una bomba, sul lato destro del fiume.
Nel 2009 sono stati effettuati importanti lavori di restyling che hanno riguardato prevalentemente il fabbricato viaggiatori: si è provveduto a rendere l'atrio più spazioso eliminando la separazione fra la sala di attesa e lo stesso atrio e lo spazio è stato dotato di locali commerciali e altri servizi. È stata inoltre sostituita l'illuminazione e sono stati adeguati gli impianti tecnologici alle norme di legge. Durante l'intervento sono state eliminate le barriere architettoniche, sono stati ristrutturati i bagni e si è proceduto all'ordinaria manutenzione degli impianti: rinnovo dell'intonaco per il fabbricato viaggiatori, restauro degli infissi e delle pensiline e, in seguito, installazione dei monitor di indicazione elettronici a LED gialli in sostituzione di quelli a palette nelle sale d'attesa e su tutti i binari ed installazione di schermi che trasmettono spot pubblicitari.
Nel 2014 sono stati avviati nuovi lavori, volti al rifacimento del marciapiede esterno della stazione (lato Piazzale della Stazione), alla sostituzione delle porte di ingresso nella stazione (per renderle a norma per diversamente abili), al rifacimento dei marciapiedi a servizio dei binari, alla creazione di un nuovo binario per servizio viaggiatori con relativo marciapiede, all'installazione degli ascensori tra il sottopassaggio centrale e le banchine a servizio dei binari (attivati, tuttavia, solo alcuni anni dopo), e al contestuale prolungamento del sottopassaggio centrale fino a via Brichetti (in precedenza solo il sottopassaggio di destra arrivava in via Brichetti).
Prima che venissero avviati i lavori di costruzione della banchina a servizio del binario 6, oltre il binario 5 erano presenti altri due binari passanti, che non erano serviti da banchina ed erano utilizzati per la sosta di treni merci e treni passeggeri fuori servizio o per il ricovero dei macchinari addetti alla manutenzione. Nel 2014 il sesto binario è stato abilitato al servizio viaggiatori, mentre il settimo è stato demolito per lasciare spazio alla banchina viaggiatori del nuovo binario.
Il 20 maggio 2018 è stato attivato il nuovo Apparato Centrale Computerizzato (ACC) per il controllo del traffico ferroviario, in sostituzione delle vecchie Cabine attive dal 1951.
Il 27 novembre 2022 è stato attivato l'Apparato Centrale Computerizzato Multistazione (ACCM) nella tratta Pavia-Voghera.

## Strutture e impianti
Il fabbricato viaggiatori si compone di tre corpi: quello centrale si sviluppa su due livelli, ospita la gran parte dei servizi per i viaggiatori ed è dotato di cinque archi in cui si trovano le porte d'accesso, mentre in cima alla struttura è presente un orologio analogico; i corpi laterali, che si diramano simmetricamente rispetto al corpo centrale, sono dotati ognuno di sei archi che contengono le porte di accesso ed ospitano i locali tecnici, i servizi igienici e gli spazi commerciali.
I locali del fabbricato viaggiatori sono utilizzati da circa 8,7 milioni di passeggeri annui.
La stazione disponeva anche di uno scalo merci con annesso magazzino. Il 30 novembre 2009 lo scalo è stato smantellato mentre il magazzino è stato convertito a deposito. L'architettura del magazzino è molto simile a quella di altre stazioni ferroviarie italiane.
La pianta dei fabbricati è rettangolare.
Il piazzale è dotato di sei binari passanti ed un binario tronco collocato sul lato destro del fabbricato, tutti in uso per il servizio passeggeri. I sette binari sono tutti dotati di banchina e collegati fra loro da due sottopassaggi, che collegano anche la piazza della stazione con via Robecchi Brichetti, dall'altro lato della ferrovia; su tutti i binari eccetto il tronco sono presenti pensiline. I binari 2 e 3 sono i binari di corretto tracciato della linea Milano-Genova, gli altri binari si trovano su tracciato deviato. Nel dettaglio i binari sono, solitamente, impiegati per:
- 1 tronco: capolinea dei treni regionali della linea Pavia-Cremona, provenienti da o diretti a Codogno o Cremona.
- 1: precedenze fra i treni dispari e capolinea dei treni della linea S13 della rete suburbana di Milano da e per Milano Bovisa Politecnico e Garbagnate Milanese.
- 2: fermata dei treni in direzione Genova, Alessandria (via Voghera), Stradella e Piacenza
- 3: fermata dei treni in direzione Milano
- 4: precedenze fra i treni pari e capolinea dei treni della linea S13
- 5: capolinea dei treni regionali della linea Pavia-Valenza-Alessandria
- 6: capolinea dei treni regionali della linea Pavia-Vercelli

## Servizi
La stazione offre i seguenti servizi:
- Bar
- Biglietteria a sportello
- Biglietteria automatica
- Negozi
- Posto di polizia ferroviaria
- Sala d'attesa
- Servizi igienici

## Movimento
Il servizio passeggeri è svolto in esclusiva da parte di Trenitalia (controllata del gruppo Ferrovie dello Stato) per i treni a lunga percorrenza (6 coppie giornaliere di InterCity Milano-Livorno, 5 coppie giornaliere di InterCity Milano-Ventimiglia, 1 coppia giornaliera di Frecciarossa Venezia-Genova, 1 coppia giornaliera di Frecciabianca Milano-Genova-Roma e, in alcuni periodi dell'anno, 1 coppia di Intercity Notte Milano-Siracusa), nonché da Trenord per i treni regionali per conto della Regione Lombardia. La stazione è servita anche da 1 coppia giornaliera di Eurocity effettuati con treni delle Ferrovie Federali Svizzere sulla relazione Genova-Zurigo e da 1 coppia giornaliera di treni EuroNight effettuati con treni delle Ferrovie Austriache sulla relazione La Spezia-Vienna/Monaco di Baviera (i servizi internazionali sono gestiti da Trenitalia in territorio italiano).
La stazione è capolinea della linea S13 di Trenord del servizio ferroviario suburbano di Milano, da e per Milano Bovisa Politecnico e Garbagnate Milanese, con orario cadenzato a frequenza semi-oraria, nonché delle linee regionali gestite da Trenord Pavia-Alessandria via Valenza (frequenza oraria), Pavia-Codogno (frequenza oraria, con alcune corse prolungate su Cremona) e Pavia-Vercelli (frequenza oraria nei giorni feriali e bi-oraria in quelli festivi).
La stazione è anche fermata per i treni regionali veloci di Trenitalia Milano-Genova (frequenza bi-oraria, con alcune corse prolungate verso la Riviera di Ponente o di Levante), per i treni RegioExpress di Trenord Milano-Alessandria via Voghera (frequenza bi-oraria) e per i treni regionali di Trenord Milano-Piacenza via Stradella (frequenza oraria).

## Interscambi
La stazione è servita dalle linee degli autoservizi urbani e suburbani di Pavia, svolti da Autoguidovie, e si trova a breve distanza dall'autostazione e dal centro storico cittadino.
Dal piazzale antistante la stazione partono i pullman sostitutivi del servizio ferroviario, nonché i pullman a lunga percorrenza dell'azienda Eurobus.
Fra il 1913 e il 1954 il piazzale ospitò un capolinea della tranvia di Pavia, rimaneggiato durante i lavori di prolungamento della stessa fino al Policlinico San Matteo, attuati nel 1932.

## Altri progetti

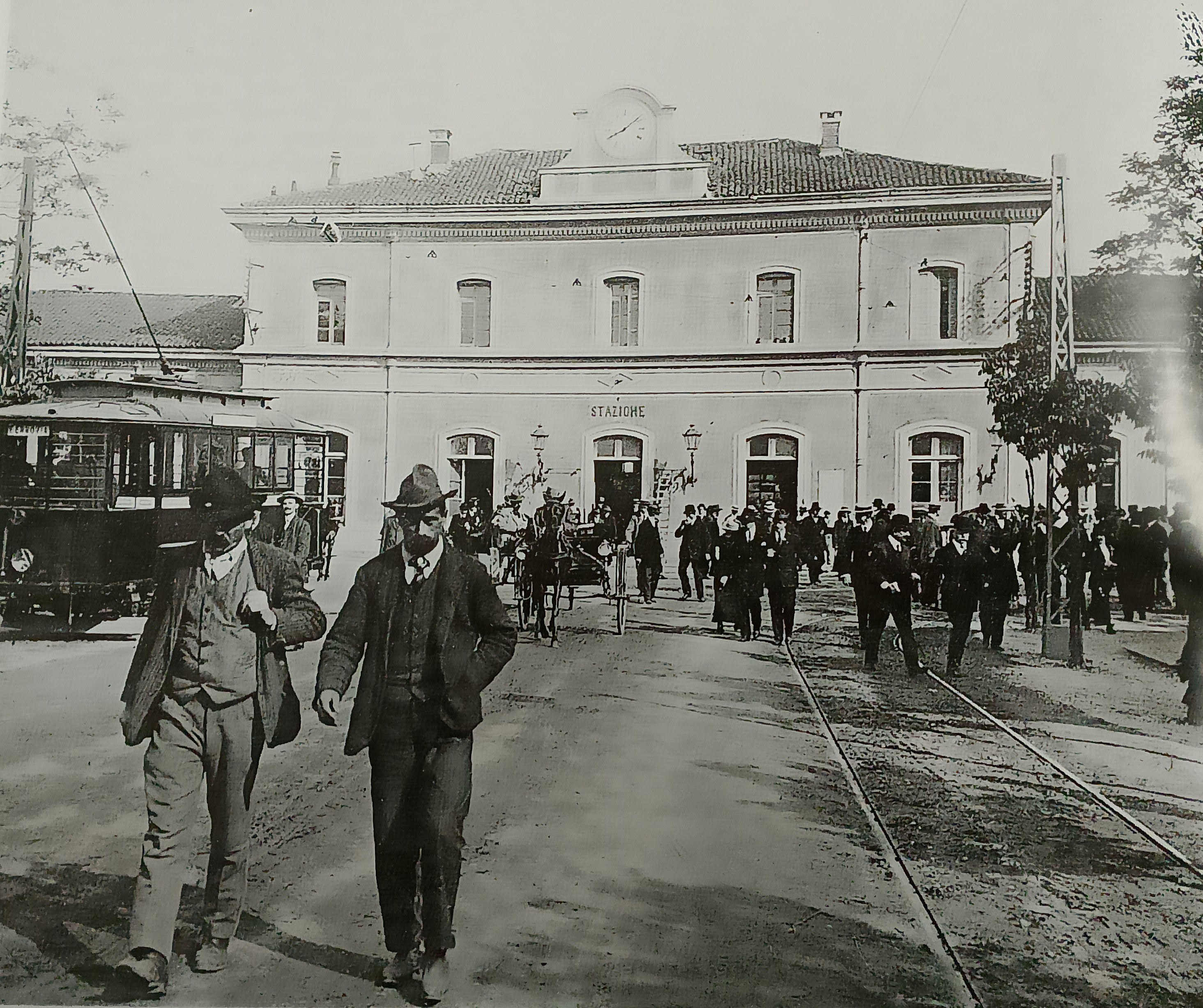
La stazione di Pavia nel 1915